# Marianne Würdinger
Marianne Würdinger (* 24. Februar 1934 in Kelheim-Affecking) ist eine deutsche Politikerin (CSU).
Würdinger war seit 1972 viele Jahre Stadträtin in Kelheim, 1973 wurde sie Vorsitzende der Frauen-Union im Bezirksverband Niederbayern, 1974 wurde sie Kreisrätin in Kelheim. Von 1974 bis 1982 war sie Bezirksrätin im Bezirkstag Niederbayern. Ab 1975 war sie stellvertretende Vorsitzende des CSU-Bezirksverbands Niederbayern, ferner war sie Schriftführerin beim Wehrpolitischen Arbeitskreis der CSU und nach 1985 Mitglied bei den Christdemokraten für das Leben (CDL). Von 1982 bis 1994 war sie Mitglied des Bayerischen Landtags.